# Johann Jakob Müller (Politiker, 1812)
Johann Jakob Müller (* 12. August 1812 in Kyburg; † 30. April 1872 in Winterthur) war ein Schweizer Politiker. Von 1848 bis 1851 gehörte er dem Nationalrat an, danach war er bis 1869 Regierungsrat des Kantons Zürich.

## Leben und Werk

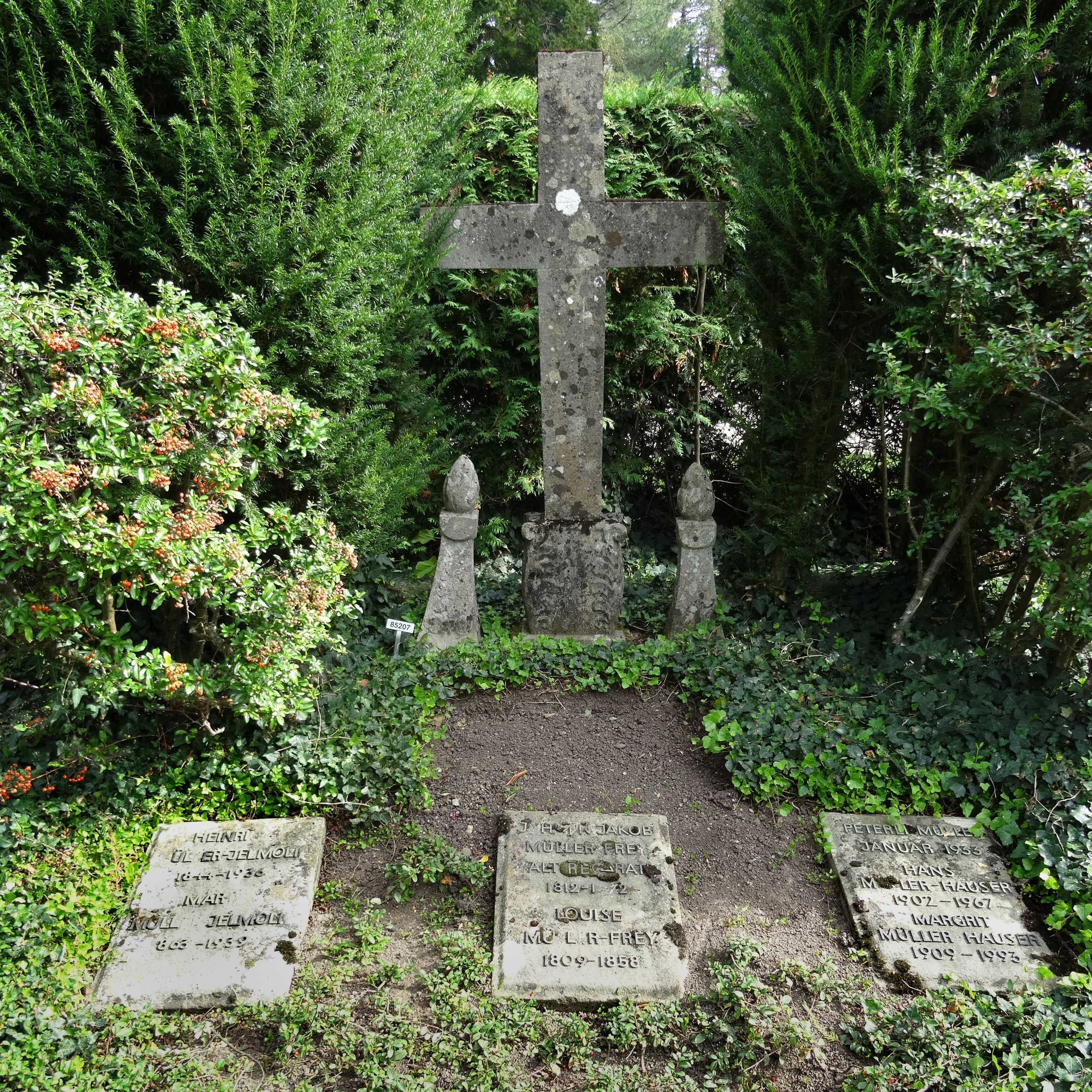
Familiengrab, Friedhof Rehalp, Zürich

Der Sohn eines Glasers war zunächst als Sekretär des Oberamts Kyburg tätig, wobei er sich vor allem um die Notariatsgeschäfte der Kanzlei Feuerthalen kümmerte. Ab 1837 amtierte er als Bezirksratsschreiber in Winterthur, ab 1843 als Statthalter. Daneben gehörte er von 1843 bis 1851 dem Winterthurer Stadtschulrat an. Müller, der die liberale Richtung Alfred Eschers vertrat, gehörte von 1845 bis 1867 ununterbrochen dem Zürcher Kantonsrat an.
Müller kandidierte 1848 bei den ersten Nationalratswahlen mit Erfolg im Wahlkreis Zürich-Ost. Drei Jahre später stellte er sich nicht mehr der Wiederwahl, worauf der Kantonsrat ihn zum Regierungsrat wählte. In diesem Amt war er für das Ressort Öffentliche Arbeiten zuständig, ausserdem war er ab 1856 Mitglied des Verwaltungsrates der Schweizerischen Nordostbahn. Nachdem die Demokraten 1869 die politisch dominierende Kraft geworden waren, trat Müller als Regierungsrat zurück. Anschliessend war er Leiter und Mitbesitzer einer Baumwollspinnerei in Fischenthal.
Johann Jakob Müller heiratete 1840 Louise, geborene Frey (1809–1858). Ihr gemeinsamer Sohn war Heinrich Müller-Jelmoli. Die letzte Ruhestätte fanden sie auf dem Friedhof Rehalp in Zürich.